# 千葉県道131号土気停車場千葉中線
千葉県道131号土気停車場千葉中線（ちばけんどう131ごう とけていしゃじょうちばなかせん）は、千葉県千葉市緑区の外房線土気駅北口と若葉区を結ぶ一般県道。

## 概要
- 起点：千葉市緑区土気町（外房線土気駅北口、千葉県道20号千葉大網線交点）
- 終点：千葉市若葉区中野町（中野インター入口、国道126号交点）
- Googleマップ

## 通過する自治体
- 千葉市（緑区、若葉区）

## 交差・接続する道路
- 千葉県道20号千葉大網線（起点）
- 千葉東金道路中野インターチェンジ（若葉区・中野インター前）
- 千葉県道129号誉田停車場中野線（中野インター前 - 終点）
- 国道126号（終点）